# NERD UNIT
NERDUNIT(ナード ユニット)は、2011年にアメリカ・サンフランシスコでデザイナー Ronald Chewによって立ち上げられたブランド。アメリカ西海岸にて展開後、アジア各国での需要が高まった継起から、本社や工場をアジアへと移送。現在の本社はマレーシア・クアラルンプールに存在している。
「No one Ever Really Dies」 (真の意味で死ぬ者はいない)の略語でスラングとして用いられる用語とは無関係である。「自身の存在において、自己が無くなってしまったとしても、己が確立した文化はその先も遺産として残り続ける」という概念を体現している。
ブランドモチーフとなっているのは、波打つ白と黒のラインスタイルである。ただ白と黒の線が並行に並んでいるだけではなく、線が波を打っているかのようなデザインになる特徴的なロゴを使用。これは “Nothing in life is constant” (不変なものは何もない)という意が込められている。

## 概要
ストリートシーンをアジアから盛り上げるという企業理念をもっており、主にアジア諸国のダンサーやアーティストの間で親しまれるようになった。
2017年5月に日本へ初進出。NERDUNIT JAPAN 合同会社が設立され、CEOに松岡 那苗(まつおか ななえ)が従事。
日本では公式オンラインブティックにて販売を開始。2017年9月には、渋谷と原宿にて同時ポップアップを開催し、ラフォーレ原宿においてはメンズ売上 歴代1位を記録。
2017年10月に行われたAMAZON FASHION WEEK TOKYOにおいて初のコレクションを発表、2018年1月には裏原宿に日本1号店をOPENした。

## 事業展開
- NERDUNIT × Supercar
- NERDUNIT × Jane Chuck - マレーシア本店にて開催[5]
- NERDUNIT ラフォーレ原宿 エントランススペース POP UP STORE
- NERDUNIT 渋谷 ギャラリーX バイ パルコ POP UP STORE[6]
- 2018 S/S AMAZON FASHION SHOW
- 日本1号店をオープン - 渋谷区神宮前 FUTURE STORE オープン